# Concentus Moraviae
Mezinárodní hudební festival Concentus Moraviae je festival klasické hudby, který se koná každý rok v období před začátkem letních prázdnin v bezmála dvaceti městech v Jihomoravském kraji a kraji Vysočina. Je členem Asociace hudebních festivalů ČR. Pořadatelem festivalu je Mezinárodní centrum slovanské hudby Brno, o. p. s. Dramaturgie se každoročně soustřeďuje kolem ústředního tématu. První ročník se uskutečnil v roce 1996 a jeho tématem byl „Rozhovor staletí“.
V roce 2011 uváděl 6000 prodaných vstupenek s odhadovanými 2251 unikátními návštěvníky. Podle kvalifikovaných odhadů tvoří 60 % publika obyvatelé místa konání, 30 % pochází z daného kraje, 5 % z jiného kraje a 5 % ze zahraničí. Celkový rozpočet byl necelých 6,5 milionu korun. Festival Concentus Moraviae v roce 2015 oslavil 20. ročník konání, kdy se nově konaly i happeningy. V roce 2016 se poprvé konal Koncert pro Kraj Vysočina.

## Města
Festival začínal s podtitulem „festival 13 měst“. V průběhu doby se však seznam zapojených měst proměňoval a rozrůstal. Zúčastňují se (v roce 2014):
- Boskovice
- Brno
- Břeclav
- Bystřice nad Pernštejnem
- Hodonín
- Hustopeče
- Ivančice
- Kyjov
- Lysice
- Mikulov
- Moravský Krumlov
- Náměšť nad Oslavou
- Rájec-Jestřebí
- Slavkov u Brna
- Tišnov
- Třebíč
- Valtice
- Velké Meziříčí
- Žďár nad Sázavou

V roce 2024 se pak účastnila tato města:
- Boskovice
- Brno
- Bystřice nad Pernštejnem
- Hustopeče
- Ivančice
- Kroměříž
- Kuřim
- Kyjov
- Lomnice
- Lysice
- Mikulov
- Moravský Krumlov
- Náměšť nad Oslavou
- Rájec-Jestřebí
- Pernštejn
- Slavkov u Brna
- Tišnov
- Valtice
- Velké Meziříčí
- Žďár nad Sázavou

## Přehled ročníků
| Ročník | Rok  | Od         | Do          | Téma                                             | Dramaturg                    | Poznámka      |
| ------ | ---- | ---------- | ----------- | ------------------------------------------------ | ---------------------------- | ------------- |
| 1      | 1996 | 7. června  | 5. července | Rozhovor staletí                                 | Jiří Beneš                   | [ 8 ]         |
| 2      | 1997 | 6. června  | 5. července | Rozhovor národů                                  | Jiří Beneš                   | [ 9 ]         |
| 3      | 1998 | 6. června  | 6. července | Hledání jistot                                   | Zdeněk Cupák                 | [ 10 ]        |
| 4      | 1999 | 5. června  | 4. července | Od barvy k formě                                 | Walter Labhart               | [ 11 ]        |
| 5      | 2000 | 2. června  | 29. června  | Evropské barokní klávesy                         | Dittrich David               | [ 12 ]        |
| 6      | 2001 | 1. června  | 29. června  | Klenoty slovanské hudby                          | Walter Labhart               | [ 13 ]        |
| 7      | 2002 | 1. června  | 2. července | Morava a Vídeň v období baroka a klasicismu      | Barbara Maria Willi          | [ 14 ]        |
| 8      | 2003 | 6. června  | 3. července | Amerika – Evropa / Evropa – Amerika              | Walter Labhart               | [ 15 ]        |
| 9      | 2004 | 3. června  | 3. července | České sny                                        | Aleš Březina                 | [ 16 ]        |
| 10     | 2005 | 5. června  | 2. července | Migrace – emigrace                               | Barbara Maria Willi          | [ 17 ]        |
| 11     | 2006 | 2. června  | 30. června  | Velcí skladatelé a jejich (ne)přátelé            | Barbara Maria Willi          | [ 18 ]        |
| 12     | 2007 | 31. května | 30. června  | České sny: Hudební spolupráce napříč Evropou     | Aleš Březina                 | [ 19 ]        |
| 13     | 2008 | 31. května | 29. června  | Stará hudba z Visegrádu                          | Barbara Maria Willi ad.      | [ 21 ]        |
| 14     | 2009 | 30. května | 27. června  | Dámy mají přednost                               | Walter Labhart               | [ 22 ]        |
| 15     | 2010 | 29. května | 26. června  | Baroko & jazz – dobrodružství improvizace        | Václav Luks a Jaromír Honzák | [ 23 ]        |
| 16     | 2011 | 28. května | 25. června  | České sny: otisky a vzpomínky                    | Aleš Březina                 | [ 24 ] [ 25 ] |
| 17     | 2012 | 2. června  | 30. června  | Kouzlo čísel                                     | Barbara Maria Willi          | [ 26 ]        |
| 18     | 2013 | 1. června  | 29. června  | Italské slunce                                   | Václav Luks                  | [ 27 ]        |
| 19     | 2014 | 3. června  | 28. června  | České sny                                        | Aleš Březina                 | [ 28 ]        |
| 20     | 2015 | 30. května | 25. června  | Pojďme slavit!                                   | Jelle Dierickx               | [ 29 ]        |
| 21     | 2016 | 18. května | 26. června  | Shakespeare, Beethoven a česká kvartetní tradice | Jiří Beneš, Aleš Březina     | [ 5 ] [ 30 ]  |